# Branko Grünbaum
Branko Grünbaum (Osijek, 2. listopada 1929.), hrvatski matematičar židovskog podrijetla. Stranice El Mundo Sefarad navodi ga kao katoličkog vjernika.

## Životopis
Rodio se je u Osijeku. U Zagrebu započeo studij, diplomirao (1954.) i doktorirao (1957.) na Hebrejskom sveučilištu u Jeruzalemu. Profesor matematike na Sveučilištu Washington u Seattleu (1966. – 2000.). Predavao i na sveučilištima u Jeruzalemu, Kansasu, Los Angelesu, Michiganu. Bavi se diskretnom geometrijom, kombinatorikom, teorijom apstraktnih poliedara. Dopisni član Razreda za matematičke, fizičke i kemijske znanosti HAZU od 19. svibnja 1988. godine.

## Vanjske poveznice
- Darko Žubrinić: Hrvatska matematička dijaspora  Arhivirana inačica izvorne stranice od 22. kolovoza 2016. (Wayback Machine)
- Croatian Mathematical Diaspora
- Tko je tko u hrvatskoj znanosti  Arhivirana inačica izvorne stranice od 13. listopada 2016. (Wayback Machine)
- (eng.) Homepage of Branko Grünbaum  Arhivirana inačica izvorne stranice od 22. lipnja 2016. (Wayback Machine), University of Washington
- (eng.) Mathematics Genealogy Project - MathSciNet - Branko Grünbaum